# 櫸平站

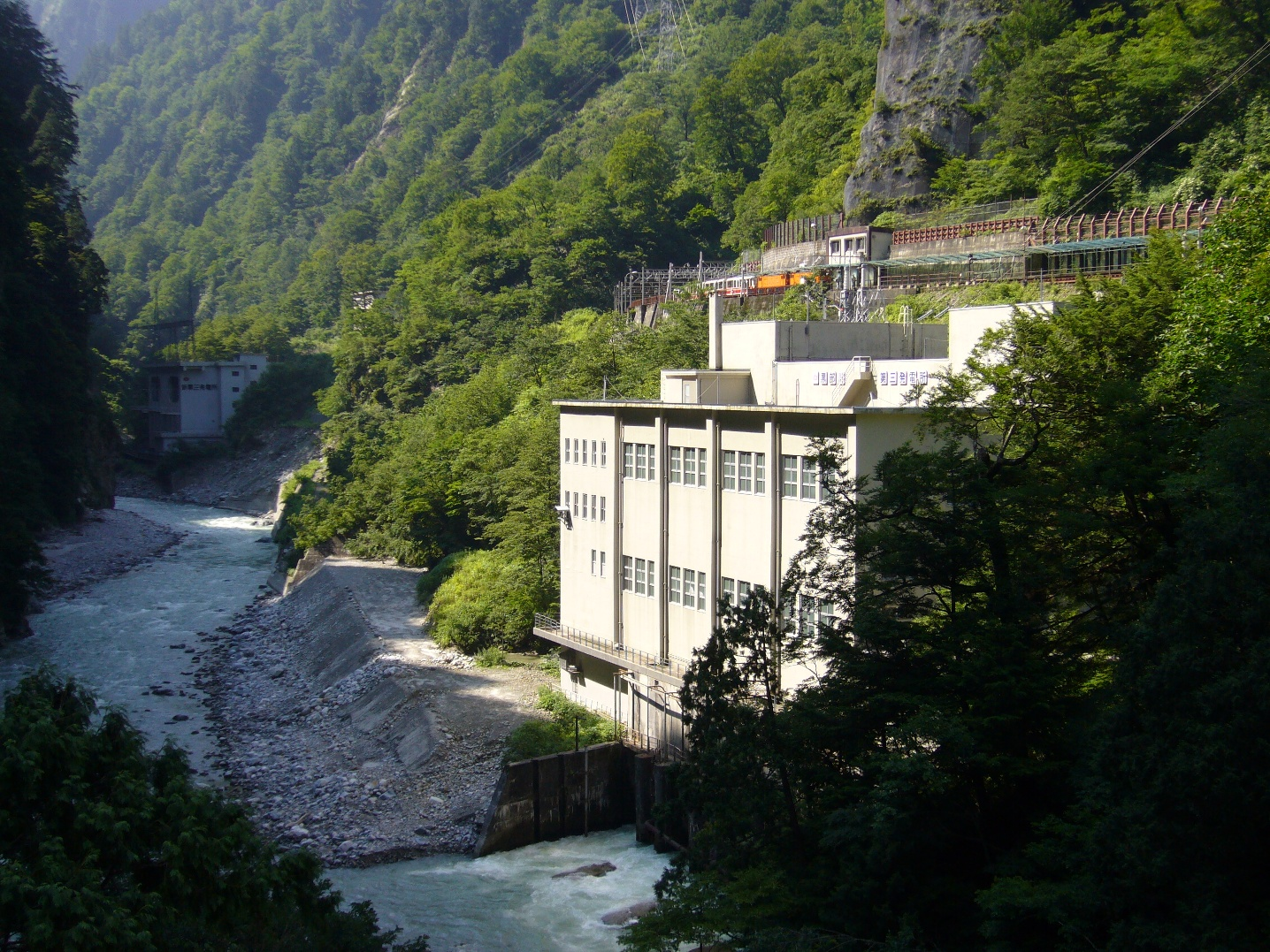
櫸平站月台南邊停靠列車和黑部川第三發電站。黑部川的上流可看見新黑部川第三發電站

櫸平站（日语：／ Keyakidaira eki */?）是位於富山縣黑部市宇奈月町，屬於黑部峽谷鐵道本線（終點站）的車站。本站位於海拔599公尺。成為富山縣普通鐵路中最東邊的車站。
此站是一般客運的終點站。「關西電力黑部專用鐵道」在此繼續延伸，進入隧道500米後到達折返處所。該處的通稱為櫸平下部站，並設有垂直坑洞（升降機），坑洞高低差約200米，升降機可容納1架貨車或客車），該坑洞則連接上部軌道的櫸平上部站。在「上部軌道」可連接黑部川第四發電廠。原則上關西電力黑部專用鐵道只可讓關電職員乘車，但是由關西電力主辦，富山縣贊助的「黑部路線見學會」中，被選中的參加人士可乘車。本站只於每年五月到十二月前後提供客運服務。

## 歷史
- 1937年：日本電力專用鐵道開通。
- 1953年11月16日：關西電力取得地方鐵道許可，開設客運業務，此站啟用[2]。
- 1971年7月1日：關西電力分拆分司，成為黑部峽谷鐵道車站。
- 2024年1月1日：受能登半岛地震影响，貓又站至鐘釣站区间受灾无法通行，此后所有旅客列车不再停靠此站、改为在貓又站折返[3]。

## 車站構造
本站是地面車站，月台長度可讓兩列列車同時停靠在同一月台。在月台停靠的列車可同時替換機車。月台上方設有黑部川第三發電站的高壓電線。站房位於月台北端，向上步行樓梯可到達檢票口。站內的1樓設有售票處和商店，2樓設有餐廳，屋頂上則設有觀景台。廁所位於車站外和月台中間。

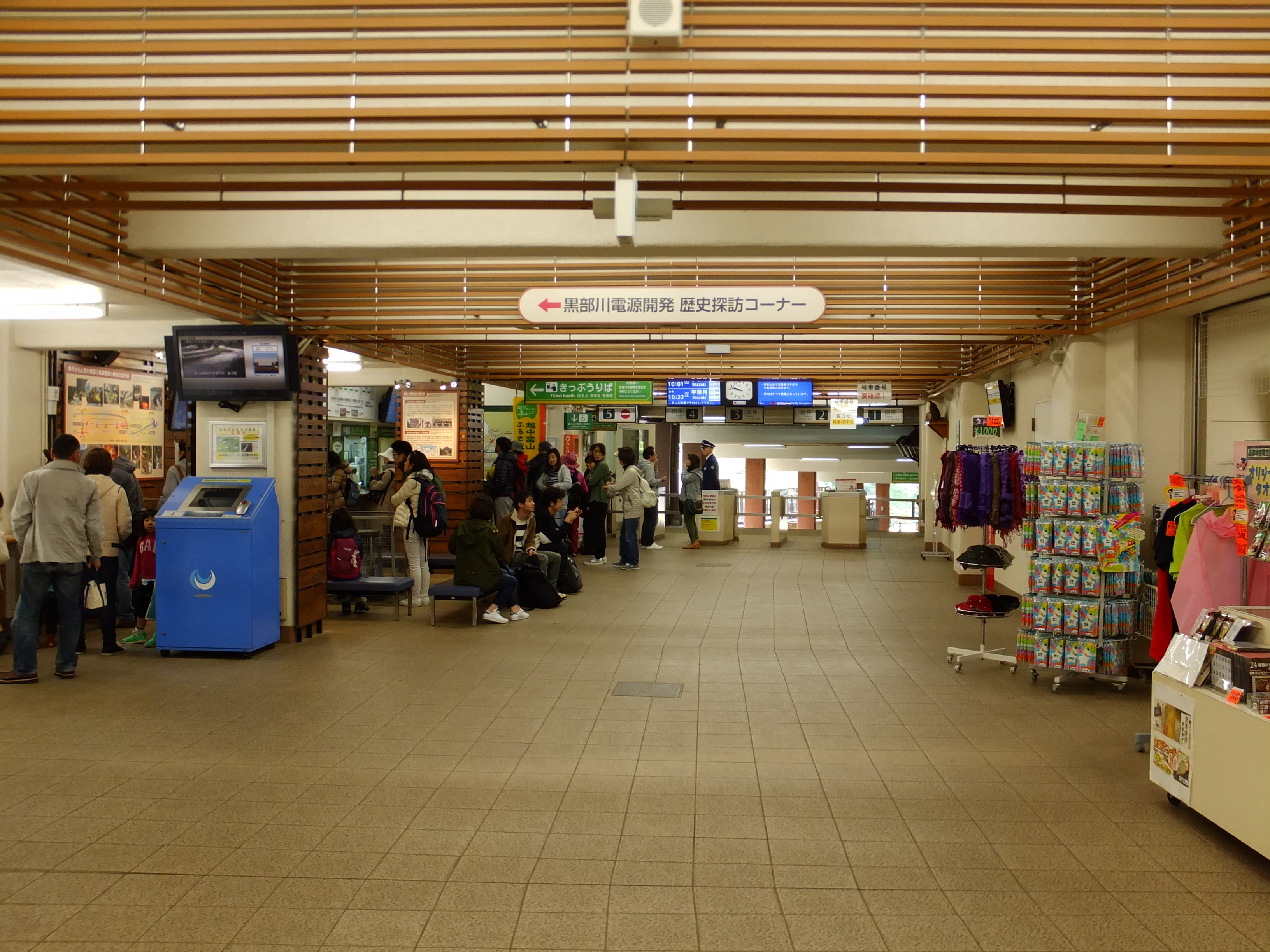
車站大廳和檢票口（2018年5月）
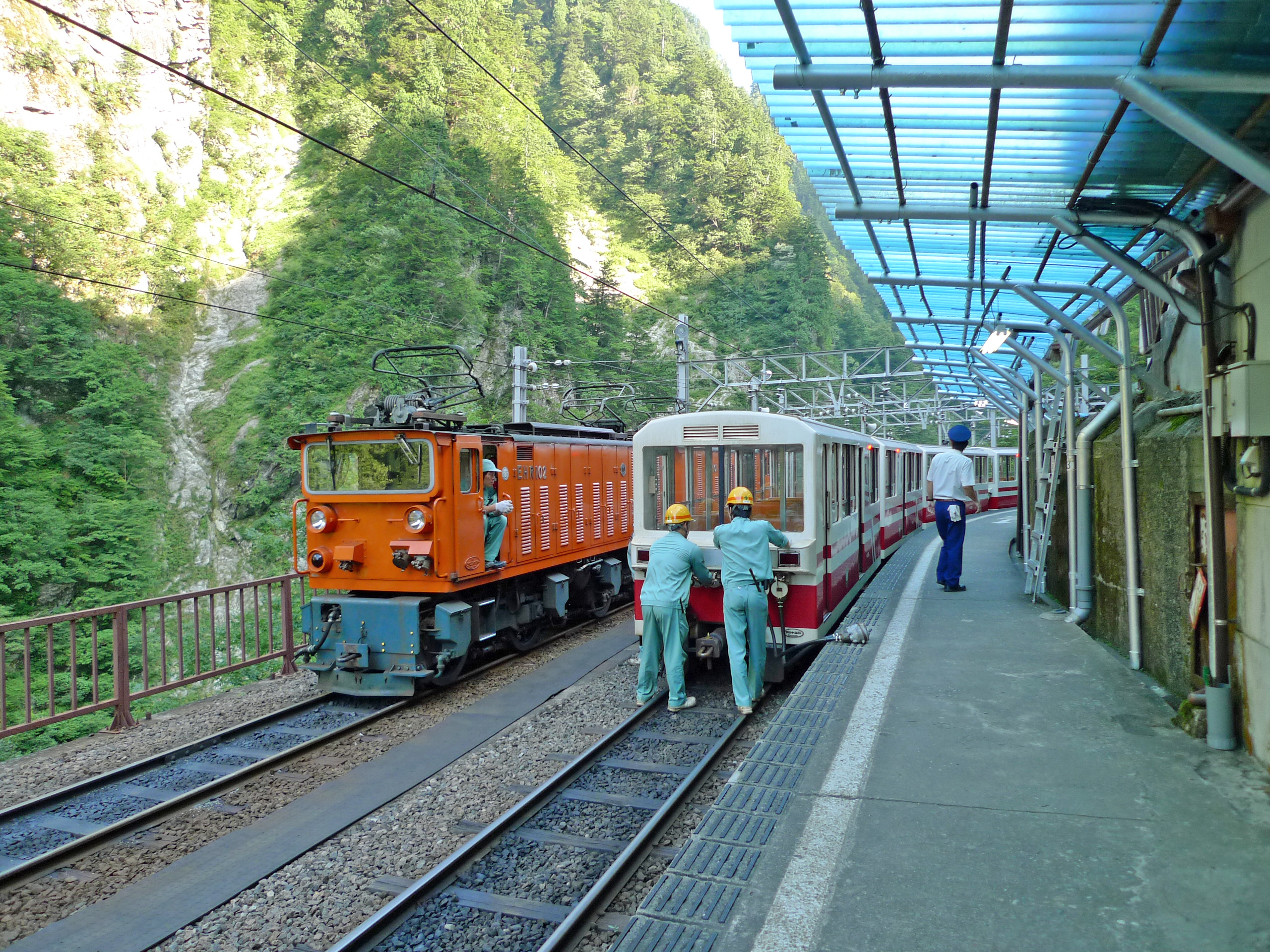
月台（2010年9月）
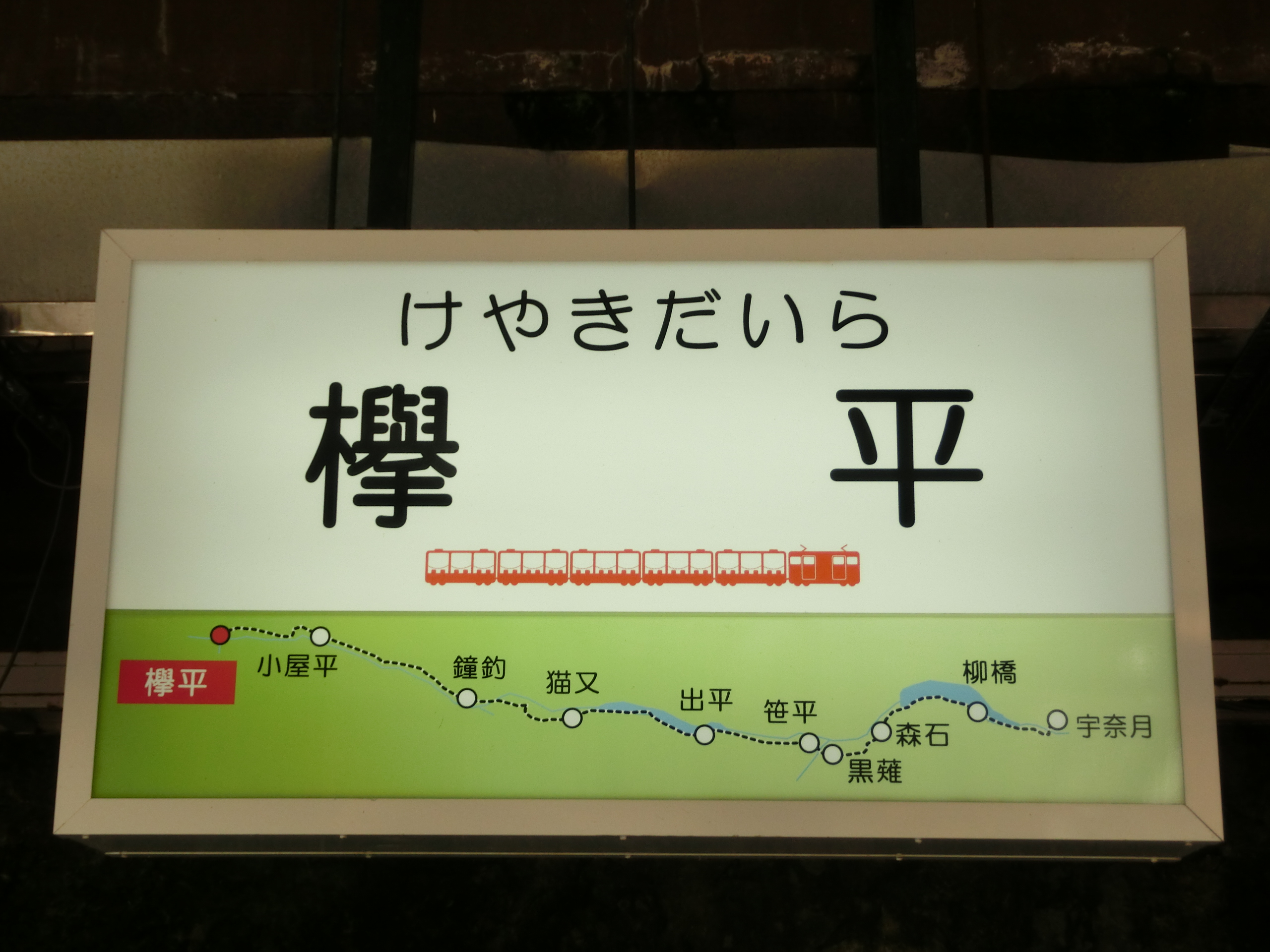
站名牌（2019年11月）

## 車站周邊
- 宇奈月砂防出張所
- 黑部川第三發電站
- 名劍溫泉（日语：名剣温泉）
- 人喰岩
- 猿飛峽
- 櫸平遊客中心
- 奧鐘橋
- 水平步道（日语：水平歩道）
- 猿飛溫泉
- 餓鬼之田圃（日语：餓鬼ノ田圃）

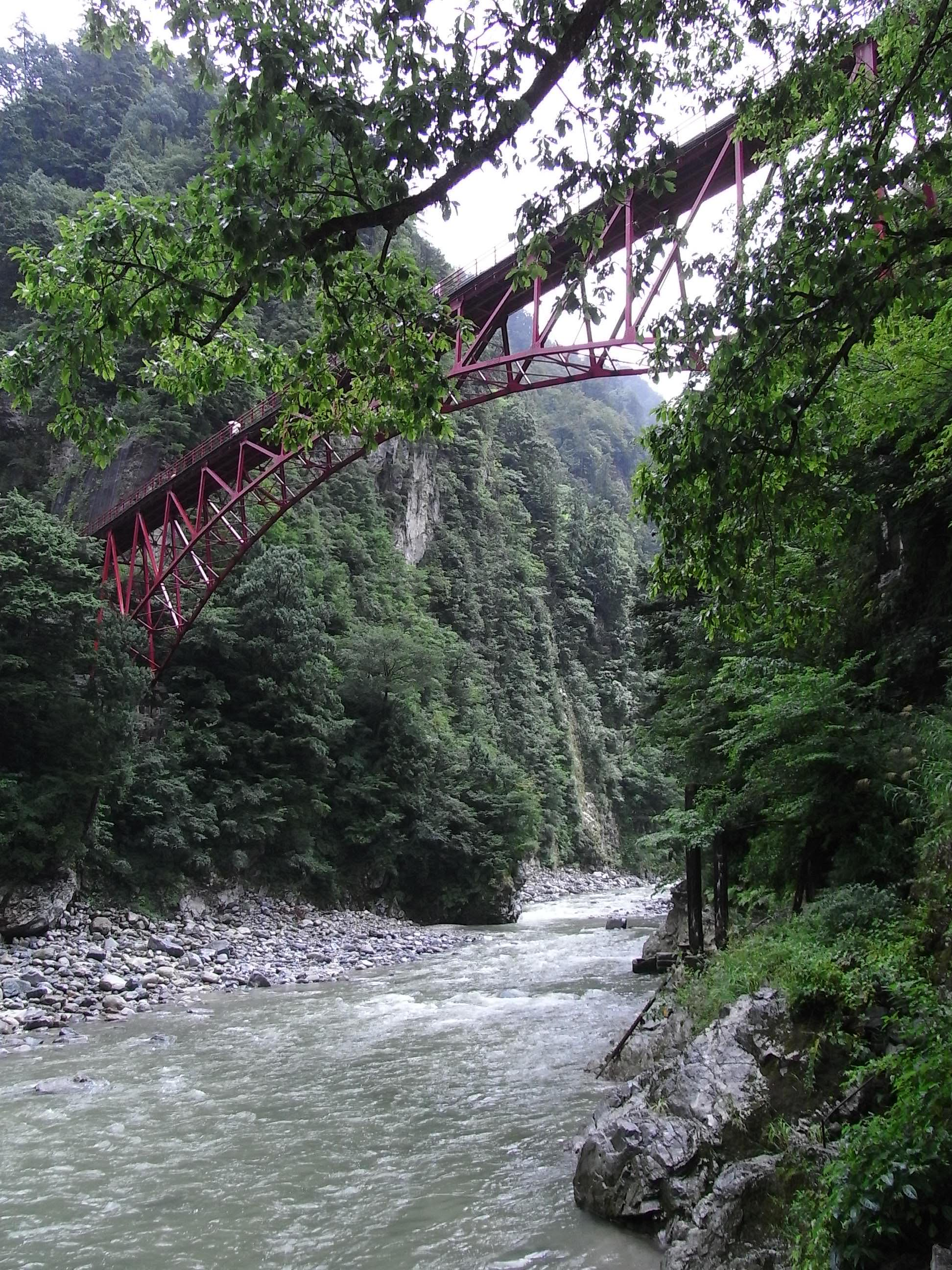
在足湯望向上方的奧鐘橋
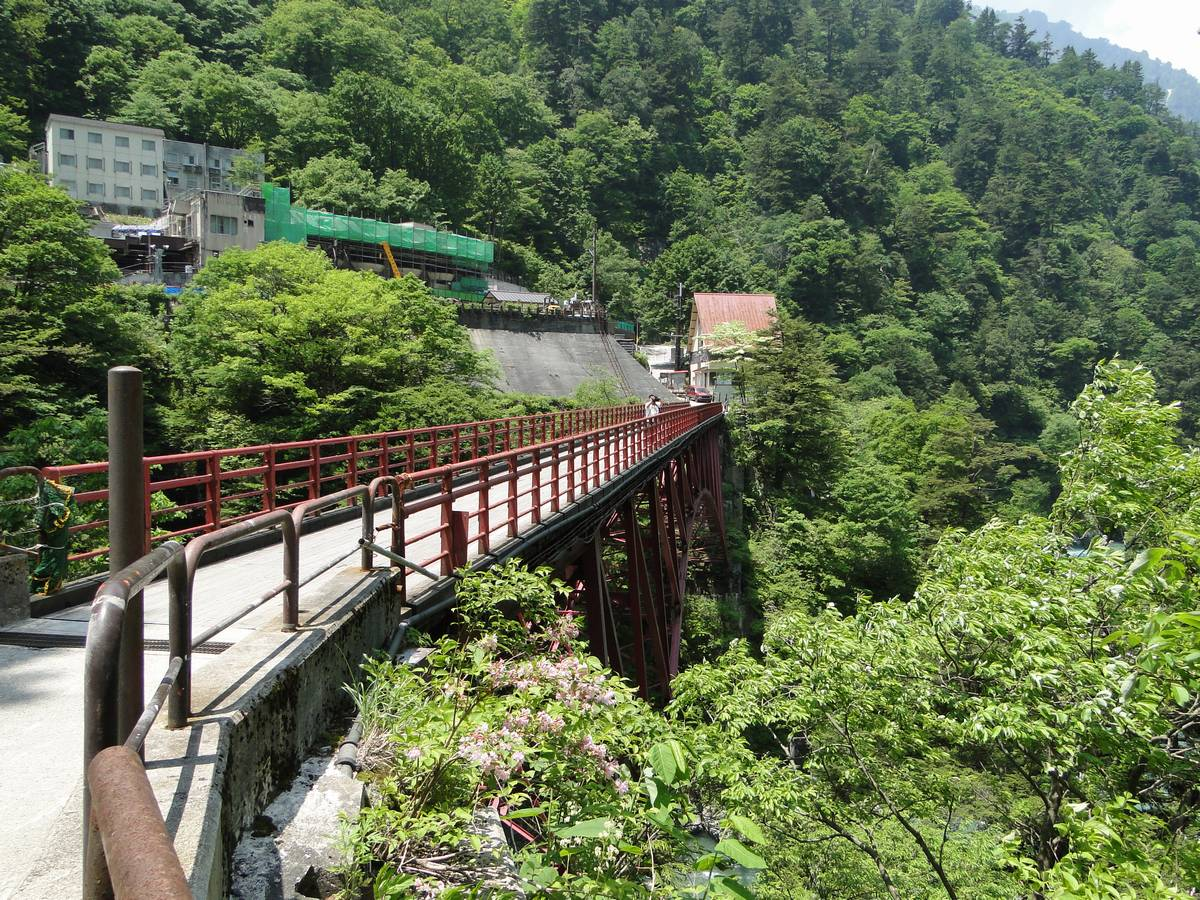
奧鐘橋望向車站方向　前方為人喰岩
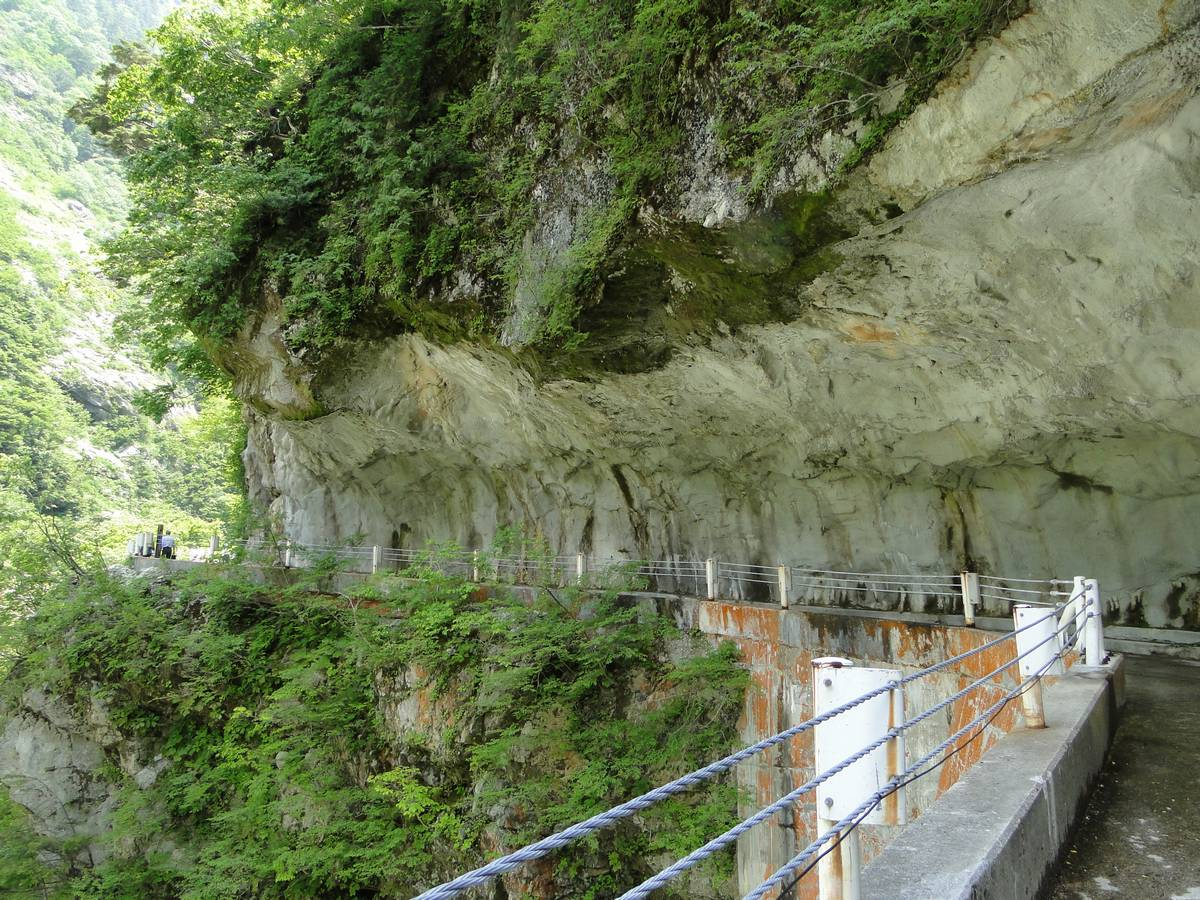
人喰岩

## 相鄰車站
黑部峽谷鐵道
本線
關西電力專用列車
小屋平－櫸平
旅客列車
鐘釣－櫸平
關西電力
黑部專用鐵道
櫸平－（櫸平下部－（途經垂直坑洞升降機）－櫸平上部）－蜆谷

## 注腳

## 外部連結
- 櫸平站 （页面存档备份，存于）（日語） - 黑部峽谷鐵道